# Fisher Building (Chicago)
Il Fisher Building è un grattacielo storico situato nel cuore di Chicago, progettato dallo studio D. H. Burnham & Company e completato nel 1896. Con una struttura in acciaio e una facciata in terracotta di ispirazione gotica, è uno degli esempi più significativi della transizione dalla costruzione a pareti portanti a strutture più moderne in acciaio, e una delle prime opere architettoniche della Scuola di Chicago. Situato all'incrocio tra 343 South Dearborn Street e West Van Buren Street, l'edificio è stato dichiarato monumento storico nazionale nel 1980 e inserito nel National Register of Historic Places nel 1989 .
Il Fisher Building ha avuto un impatto significativo non solo su Chicago, ma anche sull'architettura degli Stati Uniti. È stato uno dei primi grattacieli a utilizzare una struttura in acciaio, dimostrando la possibilità di costruire edifici più alti e resistenti senza il peso delle tradizionali pareti portanti in mattoni. Il suo design ha influenzato la progettazione di grattacieli successivi, contribuendo all'evoluzione del paesaggio urbano di Chicago e delle città americane in generale .

## Storia
L'edificio fu progettato dal celebre architetto Charles Atwood, che faceva parte dello studio D. H. Burnham & Co., uno dei più influenti studi di architettura di Chicago. La costruzione dell'edificio ebbe inizio nel 1894 e fu completata nel 1896. Con un'altezza di circa 70 metri, il Fisher Building fu uno dei più alti edifici di Chicago al momento della sua inaugurazione, diventando il secondo grattacielo più alto della città. Il suo costo iniziale di costruzione fu di circa 615.000 dollari .
La struttura è nota per l'innovativa tecnica di costruzione con acciaio, che permetteva di ridurre l'uso di mattoni e di rendere le pareti più sottili, facilitando l'introduzione di ampie finestre. Questo approccio rappresentava un'evoluzione nelle tecniche edilizie dell'epoca, aprendo la strada per lo sviluppo di grattacieli sempre più alti . La struttura era in acciaio con pavimenti in cemento armato e una facciata non portante in mattone e terracotta. Il materiale principale utilizzato per il rivestimento è il marmo, con l'uso di vari tipi provenienti da diverse regioni, tra cui il marmo rosa spagnolo, il marmo nero e oro francese e il marmo verde a striature d'oro del Tennessee .
Nel 1906, fu completata una sezione aggiuntiva di 20 piani, progettata da Peter J. Weber. L'edificio raddoppiò così in altezza, diventando un punto di riferimento per la città. L'edificio ha una altezza di 135 metri e, con un'antenna, raggiunge i 149 metri.. Il Fisher Building non è mai stato demolito, rimanendo uno degli edifici più antichi di Chicago con 18 piani originari ancora in piedi ).
Nel 1980, il Fisher Building è stato dichiarato monumento storico nazionale e nel 1989 è stato inserito nel National Register of Historic Places, riconoscendo il suo valore come simbolo della crescita e dell'innovazione di Chicago nel periodo post-industriale .

## Design e Architettura
Il Fisher Building è un esempio emblematico dello stile architettonico Neogotico (o Gothic Revival), con elementi ispirati alle cattedrali gotiche europee. La facciata dell'edificio è caratterizzata da una ricca decorazione in terracotta, con motivi gotici e figure mitologiche come aquile e mostri marini, un omaggio al nome del proprietario, Lucius Fisher, che era coinvolto nell'industria della carta .
L'interno dell'edificio presenta materiali lussuosi come marmo di Carrara, legno di mogano e mosaici colorati. Il design degli spazi interni fu pensato per ospitare uffici e negozi di alta classe, con ampie vetrate e dettagli decorativi che richiamano l'opulenza dell'epoca .

## Ristrutturazioni e Conservazione
Nel corso degli anni, il Fisher Building ha subito diverse ristrutturazioni, la più recente nel 2023, che ha incluso il restauro della facciata, degli ingressi, dei sistemi meccanici e degli spazi per i residenti. Nel 2015, furono restaurati gli affreschi a mano e furono modernizzati i sistemi di ascensori e di protezione contro gli incendi . Oggi, l'edificio ospita il Fisher Building City Apartments e altre strutture residenziali, pur mantenendo il suo fascino originale. Alcune delle entrate dei condomini presentano ancora il trim in mogano originale e porte in vetro opaco, incise con i nomi di alcune delle prime attività commerciali che occupavano gli uffici .